# Jiří Nedoma
Jiří Nedoma (* 6. února 1951, Ústí nad Labem) je český politik, bývalý senátor za obvod č. 28 – Mělník a člen ODS.

## Vzdělání, profese, rodina
V roce 1970 vystudoval SPŠ strojní. Po maturitě až do sametové revoluce pracoval v podniku Aero Vodochody jako technik. S manželkou Jiřinou má dceru Jitku a syna Jiřího.

## Politická kariéra
Do ODS vstoupil v roce 1996. V letech 1990 až 2005 působil jako starosta města Odolena Voda, nejprve zvolen na Občanské forum, poté jako nestraník a od roku 1996 jako člen ODS.
V roce 2004 se stal senátorem PČR. V prvním kole obdržel 32,47 % hlasů a spolu s ním postoupil do druhého kola voleb nestraník Radim Uzel kandidovaný stranou Sebeobrana voličů, který získal 15,15 %. Ve druhém kole Jiří Nedoma potvrdil svou pozici ziskem 56,27 % všech platných hlasů a stal se tak novým senátorem. V senátu pracoval jako člen Výboru pro hospodářství, zemědělství a dopravu a předsedal Podvýboru pro dopravu.
Ve volbách 2010 svůj mandát neobhajoval.